# 刘世民 (中将)
刘世民（1945年—），黑龙江巴彦人，中国人民解放军将领、中国人民武装警察部队中将。 
1963年入伍，历任解放军某部宣传干事、副科长、政治处主任、团政委、师政委、解放军某政治学院副院长，1993年任解放军报社政治部主任、副社长，1996年任武警部队政治部副主任。1999年12月任武警部队后勤部部长。2002年1月任武警部队副司令员，2005年7月任武警部队副政委。
1996年授予武警少将警衔，2003年授予武警中将警衔。。 